# Katrin Rothe

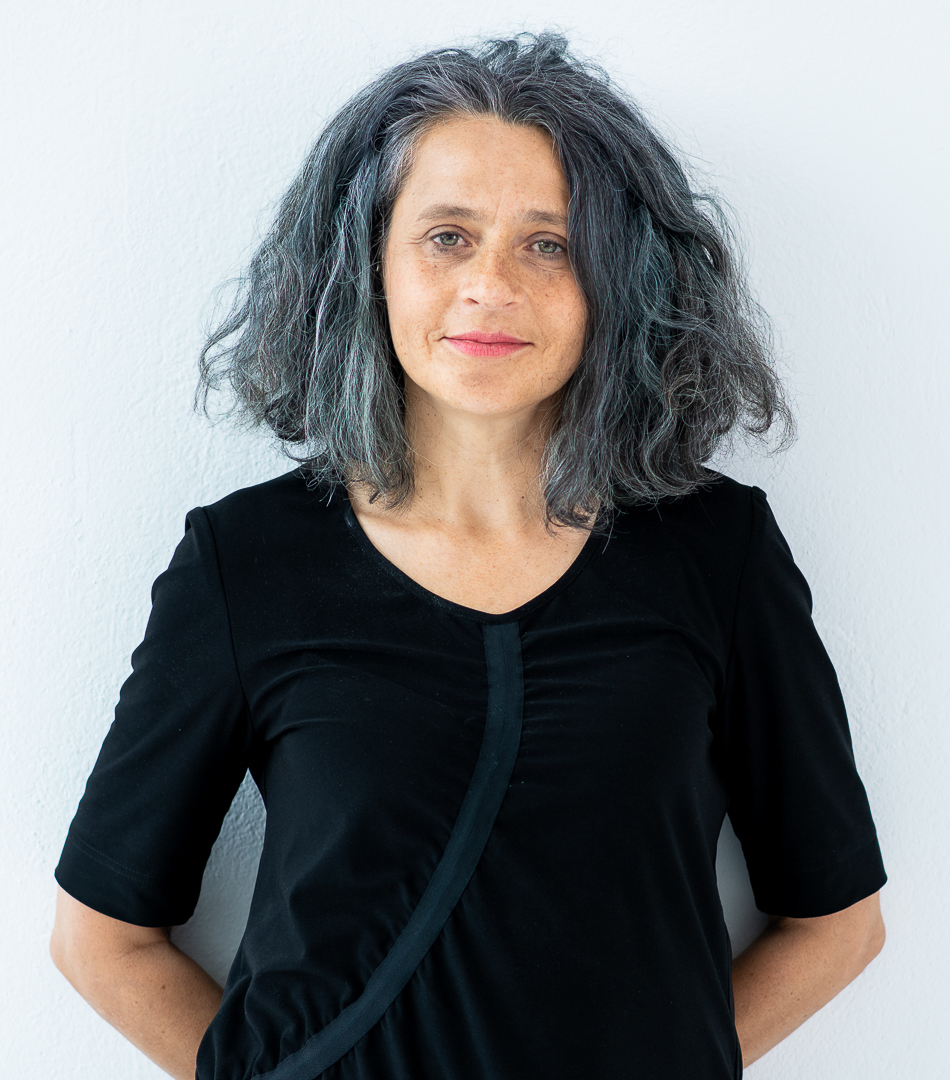
Katrin Rothe (2022)

Katrin Rothe (* 1970 in Gera) ist eine deutsche Filmregisseurin, Trickfilmerin und Autorin von Dokumentar-, Spiel- und Hybridfilmen. Katrin Rothe lebt und arbeitet in Berlin.

## Leben
Katrin Rothe hat experimentelle Filmgestaltung an der Universität der Künste Berlin studiert. Bereits in ihrem Debütfilm „Dunkler Lippenstift macht seriöser“ (2003) verwendete sie Zeichentrickszenen in einem Dokumentarfilm, um zu zeigen, was die Kamera nicht filmen kann. Damals ein Novum. Sie beobachtet zwei junge Akademikerinnen auf Jobsuche. Der Fernsehfilm war 2004 für den Deutschen Fernsehpreis und für den Prix Europa nominiert. Ihre darauffolgende vierteilige Doku-Reihe „Stellmichein“ erhielt 2007 einen Grimme-Preis, ebenso 2014 die Doku „Betongold - wie die Finanzkrise in mein Wohnzimmer kam“.
2017 war sie mit ihrem animierten historischen Dokumentarfilm „1917 – Der wahre Oktober“ auf 25 Festivals  eingeladen, darunter Festival d’Animation Annecy, das internationale Filmfest Moskau und Mostra Sao Paulo. Katrin Rothe rekonstruiert aus Tagebüchern und Memoiren von Künstlern das russische Interregnum zwischen Februar und Oktoberrevolution 1917 in Petrograd, dem heutigen St. Petersburg. Inspiriert von der Ästhetik der Zeit nutzt sie nun nicht mehr Zeichentrick, sondern eine Mischung aus handgemachter Cutoutanimation und Puppentrick und entwickelt eine eigene Ästhetik. Sie greift historische Bezüge auf und bewegt sich zwischen Dokumentar- und Trickfilm. In ihrem neuen Film Johnny & Me hat die Graphikdesignerin Stephanie, gespielt von Stephanie Stremler, ein berufliche Krise und beschäftigt sich mit dem politischen Fotomontagekünstler John Heartfield, den sie in einer Ausstellung entdeckt hat. Die Werkstattszenen hierfür wurden 2021 in Wien gedreht.  Die Animationsarbeiten begannen im Januar 2021 und endeten im Sommer 2022. Das hybride Biopic hatte im Juni 2023 Weltpremiere auf Festival d’Animation Annecy im Wettbewerb Countrechamp und Deutschlandpremiere auf Dokleipzig.
2011 war sie Jurymitglied beim Internationalen Dokfest München und 2023 beim Internationales Trickfilm-Festival Stuttgart.

## Rezeption
Rothe wurde angesichts ihres Films Johnny & Me (2023) charakterisiert als „eine Meisterin der Mischform“, die bereits mit 1917 – Der wahre Oktober gezeigt habe, wie geschickt sie filmische Mischformen nutzen kann, um gesellschaftliche und historische Prozesse erfahrbar zu machen.

## Filme (Auswahl)
- 2003: Dunkler Lippenstift macht seriöser
- 2006: Stellmichein
- 2008: Was tust Du eigentlich...?
- 2009: Die Ex bin ich
- 2010: Polen für Anfänger
- 2010: Herzlichen Glückwunsch zum Geburtstag, die Mainzer wird geräumt
- 2013: Betongold – wie die Finanzkrise in mein Wohnzimmer kam, 52 Minuten[7]
- 2014: Wildwest im Thälmannpark, 45 Minuten[8]
- 2017: 1917 – Der wahre Oktober
- 2023: Johnny & Me – eine Zeitreise mit John Heartfield[9][10]

## Auszeichnungen (Auswahl)
- 2014 Grimme-Preis in der Kategorie Information für Betongold – Wie die Finanzkrise in mein Wohnzimmer kam
- 2013 3sat-Dokumentarfilmpreis für Betongold – Wie die Finanzkrise in mein Wohnzimmer kam
- 2007 Adolf-Grimme-Preis für Stellmichein in der Kategorie Information und Kultur
- 2004 Prix Geneve Europe für Drehbuch zu Die Ex bin ich
- 2000 Flash-Attack-Award (erster Preis) des Berlin-Beta-Festival für Inspector Bresitouffe
- 1998 Bürgermeisterpreis der Stadt Gera zu den Thüringer Film- und Videotagen für Kurzfilm Bis Gras wächst

## Ausstellungen (Auswahl)
- 2018 Ilmin of Modern Art Seoul, Südkorea, „Flipp Book – extraordinary Animations of the 21st Century“
- 2018–2019 Einzelausstellung am DIAF – Deutsches Institut für Animationsfilm in den Technischen Sammlungen Dresden[11]